# Гленко (город, Миннесота)
Гленко (англ. Glencoe) — город в штате Миннесота, США. Он является окружным центром округа Мак-Лауд. В 2010 году в городе проживал 5631 человек.

## История
Поселение было основано 11 июня 1855 года. Оно было названо по имени долины Гленко в Шотландии, где в феврале 1692 года произошла кровопролитная резня. Название выбрал Мартин Маклауд. В 1873 году Гленко был инкорпорирован, а 4 марта 1909 году стал городом. Со времени своего основания в городе находился окружной центр Мак-Лауда.
В 1985 году о городе снят документальный фильм «Страна бога» (англ.) французским кинорежиссёром Луи Малем.

## Население
В 2000 году в городе проживало 5453 человека. По данным переписи 2010 года население Гленко составлял 5631 человек (из них 48,5 % мужчин и 51,5 % женщин), было 2220 домашних хозяйств и 1467 семей. Расовый состав: белые — 92,0 %, афроамериканцы — 0,6 %, две и более расы — 1,2 %. На территории города расположено 2424 постройки со средней плотностью 289,6 построек на один квадратный километр.
Из 2220 домашних хозяйств 52,3 % представляли собой совместно проживающие супружеские пары (22,1 % с детьми младше 18 лет), в 9,3 % домохозяйств женщины проживали без мужей, в 4,4 % домохозяйств мужчины проживали без жён, 33,9 % не имели семьи. В среднем домашнее хозяйство вели 2,48 человека, а средний размер семьи — 3,06 человека. В одиночестве проживали 29,3 % населения, 14,2 % составляли одинокие пожилые люди (старше 65 лет).
Население города по возрастному диапазону распределилось следующим образом: 27,2 % — жители младше 18 лет, 56,7 % — от 18 до 65 лет, и 17,1 % — в возрасте 65 лет и старше. Средний возраст населения — 37,7 лет. На каждые 100 женщин приходилось 94,3 мужчины, при этом на 100 совершеннолетних женщин приходилось уже 92,0 мужчин сопоставимого возраста.
В 2014 году из 4270 трудоспособных жителей старше 16 лет имели работу 2776 человек. При этом мужчины имели медианный доход в 48 505 долларов США в год против 38 138 долларов среднегодового дохода у женщин. В 2014 году медианный доход на семью оценивался в 71 538 $, на домашнее хозяйство — в 54 618 $. Доход на душу населения — 25 177 $. 14,1 % от всего числа семей и 16,4 % от всей численности населения находилось на момент переписи за чертой бедности.
Динамика численности населения:
|  |